# Maximón

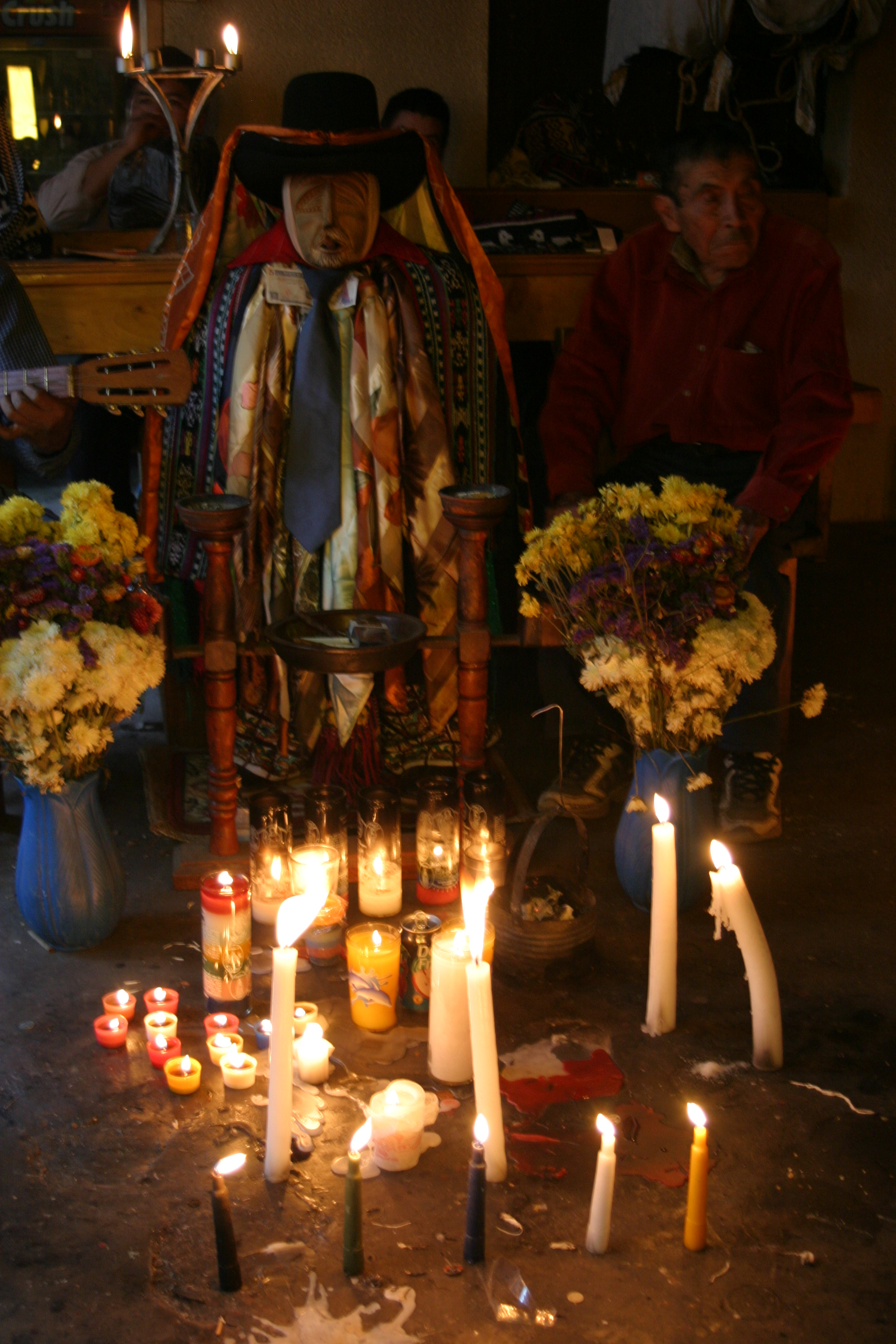
Figura Maximóna czczona nad jeziorem Atitlán

Maximón kult świętej postaci, praktykowany przez gwatemalskich Indian Majów w kilku mistach zachodniej wyżyny Gwatemalskiej. 
Kult jest mieszanką prekolumbijskich wierzeń w majańską boginię Mam i wpływów katolickich.  Maximón jest nazywany również imieniem San Simón, katolickiego duchownego niosącego pomoc Indianom na początku XVI wieku. Przedstawiany jest w formie siedzącego mężczyzny w kapeluszu na głowie z zapalonym papierosem bądź cygarem w ustach. W wiecznej perygrynacji co roku zajmuje on inny dom, który staje się na ten okres sanktuarium. Co roku, przy zmianie lokalu, podczas Wielkiego Tygodnia, organizowana jest pielgrzymka do nowego miejsca. Wyznawcy ofiarują Maximónowi pieniądze, alkohol, cygara lub papierosy, by w ten sposób zyskać jego przychylność oraz opiekę nad zdrowiem, dobrymi zbiorami i pożyciu małżeńskim.